# Антмен (филм)
Антмен (енгл. Ant-Man) је амерички научнофантастични суперхеројски филм из 2015. године, редитеља Пејтона Рида, а по сценарију Едгара Рајта, Џоа Корниша, Адама Макеја и Пола Рада на основу Марвеловог стрипа о суперхероју Антмену аутора Стена Лија, Ларија Либера и Џека Кирбија. Продуцент филма је Кевин Фајги. Музику је компоновао Кристоф Бек. Ово је дванаести наставак у серији филмова из Марвеловог филмског универзума. Наставак филма Антмен и Оса изашао је 6. јула 2018. године.
Насловну улогу тумачи Пол Рад као Скот Ланг (Антмен), а у осталим улогама су Еванџелин Лили, Кори Стол, Боби Канавали, Мајкл Пења, Тип Харис, Ентони Маки, Вуд Харис, Џуди Грир, Дејвид Дастмалчијан и Мајкл Даглас.
Светска премијера филма је била 29. јуна 2015. године у Лос Анђелесу, а у америчким биоскопима је изашао 17. јула исте године. Буџет филма је износио 130 милиона долара, а зарада од филма је износила 519,3 милиона долара.

## Радња
Славни научник, Хенк Пим напушта Ш.И.Л.Д. 1989. године након покушаја агенције да копира његову Ант-Мен технологију смањивања. Верујући да ће технологија бити злоупотребљена, Пим се зариче да је сачува од јавности докле год је жив.
У садашњости, Пимова ћерка, Хоуп ван Дајн и његов некадашњи пулен, Дарен Крос, избацују Пима из његове компаније Пим Технологије. Крос је близу открића своје личне технологије за смањивање, Јелоуџекета (енгл. Yellowjacket) што ужасава Пима.
Након одслужења затворске казне, Скот Ланг, инжењер машинства и криминалац добрих намера, усељава се код свог старог цимера из ћелије, Луиса. Ланг одлучи да посети своју ћерку Кеси, која сада живи са мајком и очухом, детективом полиције Сан Франциска, Пакстоном. Ланг се сукобљава са Меги и њеним вереником због кашњења са алиментацијом. Не успевајући да сачува посао због проблема са законом у прошлости, Ланг је приморан да прихвати Луисов позив који је претходно одбио и обије кућу у богатом делу града. Ланг наилази на сеф који својом сналажљивошћу обија и налази одело за које мисли да је намењено мотоциклистима. Након што је понео одело за собом Ланг улази у одело и случајно активира мод за смањивање до величине инсекта. Преплашен, он враћа одело у кућу Хенка Пима, али бива ухапшен на излазу. Пим одлази у посету Лангу представљајући се као његов адвокат и успе да му прокријумчари одело након чега Ланг бежи из затвора како би помогао Пиму.
Пим, који је манипулисао Луисом да би увукао Ланга у посао, упознаје Ланга са новонасталом ситуацијом и решен је да га обучи да постане следећи Антмен како би украо Јелоуџекет од Кроса. Пратећи Кроса од његове најаве открића, ван Дајн помаже оцу током обуке. Помешана осећања ван Дајн према оцу настала су услед смрти Пимове супруге, њене мајке, током мисије деактивације једне од совјетских бојевих глава. Ван Дајн је смањивањем на ниво атома остала заробљена у квантној реалности. Пим упозорава Ланга на исти сценарио уколико преоптерети регулатор раста. Ланг одлази на имање Осветника како би узео неке од делова Старкове израде који су неопходни за рад одела. Накратко, он се бори са Семом Вилсоном.
Крос успева да заврши Јелоуџекет одело и одржава пријем у згради ''Пим Технологије''. Ланг, заједно са својом екипом бивших затвореника, Пимом, ван Дајновом и мравима успе да се инфилтрира у зграду током пријема, онеспособи сервере и подметне експлозив. Покушај да украде Јелоуџекет одело пропада и Ланг је заробљен заједно са Пимом и ван Дајн. Крос има намеру да прода оба одела која су сада у његовом поседу Хидри. Ланг успева да се ослободи и заједно са ван Дајн обори готово све агенте Хидре, од којих један бежи заједно са честицама за смањивање које је Крос синтетисао. Ланг креће у потеру за Кросом док зграда Пим Технологије имплодира.
Крос облачи Јелоуџекет и бори се против Ланга пре него Пакстон ухапси Ланга. Крос узима Кеси као таоца да би намамио Ланга на поновну борбу. Ланг преоптерети регулатор и смањи се на ниво атома како би саботирао Кросово одело, тиме одузимајући Кросу живот. Ланг пада у квантну стварност, али успева да отклони квар и враћа се у претходни простор. Као израз захвалности, Пакстон покрива Ланга да не заврши у затвору. Заинтересован Ланговим повратком, Пим почиње да развија теорију о могућем избављењу Џенет ван Дајн из квантне стварности. Луис говори Лангу да се Вилсон распитује за њега.
У завршним сценама Хенк Пим показује својој ћерки нови прототип одела „Осе” који нуди њој. Стив Роџерс и Сем Вилсон држе Бакија Барнса затвореног. У немогућности да контактирају Тонија Старка због „протокола”, Вилсон говори да зна некога ко би могао да им помогне.

## Улоге
| Глумац              | Улога                            |
| ------------------- | -------------------------------- |
| Пол Рад             | Скот Ланг / Антмен               |
| Еванџелин Лили      | Хоуп ван Дајн / Оса              |
| Мајкл Даглас        | др Хенк Пим                      |
| Кори Стол           | Дарен Крос                       |
| Боби Канавали       | Пекстон                          |
| Мајкл Пења          | Луис                             |
| Тип Харис           | Дејв                             |
| Ентони Маки         | Сем Вилсон / Фалкон              |
| Вуд Харис           | Гејл                             |
| Џуди Грир           | Меги                             |
| Дејвид Дастмалчијан | Курт                             |
| Мартин Донован      | Мичел Карсон                     |
| Џон Слетери         | Хауард Старк                     |
| Хејли Атвел         | Пеги Картер                      |
| Жорди Мола          | Кастиљо                          |
| Себастијан Стен     | Џејмс „Баки” Барнс/Зимски војник |